# Terthorë
Terthorë là một xã trong quận Kukës thuộc hạt Kukës, Albania. Dân số năm 2005 là 4056 người.